# Olympische Sommerspiele 1972/Leichtathletik
Bei den XX. Olympischen Spielen 1972 in München fanden 38 Wettkämpfe – davon 24 für Männer und 14 für Frauen – in der Leichtathletik statt. Austragungsort war das Olympiastadion.

## Bilanz

### Medaillenspiegel
| Platz  | Land               | Gold | Silber | Bronze | Gesamt |
| ------ | ------------------ | ---- | ------ | ------ | ------ |
| 1      | Sowjetunion        | 9    | 7      | 1      | 17     |
| 2      | DDR                | 8    | 7      | 5      | 20     |
| 3      | Vereinigte Staaten | 6    | 8      | 8      | 22     |
| 4      | BR Deutschland     | 6    | 3      | 2      | 11     |
| 5      | Finnland           | 3    | –      | 1      | 4      |
| 6      | Kenia              | 2    | 2      | 2      | 6      |
| 7      | Großbritannien     | 1    | 1      | 2      | 4      |
| 8      | Polen              | 1    | –      | 2      | 3      |
| 9      | Tschechoslowakei   | 1    | –      | 1      | 2      |
| 10     | Uganda             | 1    | –      | –      | 1      |
| 11     | Bulgarien          | –    | 2      | 2      | 4      |
| 12     | Australien         | –    | 2      | –      | 2      |
| 12     | Belgien            | –    | 2      | –      | 2      |
| 12     | Rumänien           | –    | 2      | –      | 2      |
| 15     | Frankreich         | –    | 1      | 1      | 2      |
| 16     | Tunesien           | –    | 1      | –      | 1      |
| 17     | Äthiopien          | –    | –      | 2      | 2      |
| 17     | Italien            | –    | –      | 2      | 2      |
| 17     | Kuba               | –    | –      | 2      | 2      |
| 20     | Brasilien          | –    | –      | 1      | 1      |
| 20     | Jamaika            | –    | –      | 1      | 1      |
| 20     | Neuseeland         | –    | –      | 1      | 1      |
| 20     | Österreich         | –    | –      | 1      | 1      |
| 20     | Schweden           | –    | –      | 1      | 1      |
| Gesamt | Gesamt             | 38   | 38     | 38     | 114    |

### Medaillengewinner
Männer
| Disziplin         | Gold                                                                 | Silber                                                                     | Bronze                                                                      |
| ----------------- | -------------------------------------------------------------------- | -------------------------------------------------------------------------- | --------------------------------------------------------------------------- |
| 100 m             | Walerij Borsow (URS)                                                 | Robert Taylor (USA)                                                        | Lennox Miller (JAM)                                                         |
| 200 m             | Walerij Borsow (URS)                                                 | Larry Black (USA)                                                          | Pietro Mennea (ITA)                                                         |
| 400 m             | Vince Matthews (USA)                                                 | Wayne Collett (USA)                                                        | Julius Sang (KEN)                                                           |
| 800 m             | Dave Wottle (USA)                                                    | Jewgeni Arschanow (URS)                                                    | Mike Boit (KEN)                                                             |
| 1500 m            | Pekka Vasala (FIN)                                                   | Kipchoge Keino (KEN)                                                       | Rod Dixon (NZL)                                                             |
| 5000 m            | Lasse Virén (FIN)                                                    | Mohamed Gammoudi (TUN)                                                     | Ian Stewart (GBR)                                                           |
| 10.000 m          | Lasse Virén (FIN)                                                    | Emiel Puttemans (BEL)                                                      | Miruts Yifter (ETH)                                                         |
| Marathon          | Frank Shorter (USA)                                                  | Karel Lismont (BEL)                                                        | Mamo Wolde (ETH)                                                            |
| 110 m Hürden      | Rod Milburn (USA)                                                    | Guy Drut (FRA)                                                             | Thomas Hill (USA)                                                           |
| 400 m Hürden      | John Akii-Bua (UGA)                                                  | Ralph Mann (USA)                                                           | David Hemery (GBR)                                                          |
| 3000 m Hindernis  | Kipchoge Keino (KEN)                                                 | Ben Jipcho (KEN)                                                           | Tapio Kantanen (FIN)                                                        |
| 4 × 100 m Staffel | Vereinigte StaatenLarry Black Robert Taylor Gerald Tinker Eddie Hart | SowjetunionAlexandr Korneljuk Wladimir Lowezki Juris Silovs Walerij Borsow | BR DeutschlandJobst Hirscht Karlheinz Klotz Gerhard Wucherer Klaus Ehl      |
| 4 × 400 m Staffel | KeniaCharles Asati Munyoro Nyamau Robert Ouko Julius Sang            | GroßbritannienMartin Reynolds Alan Pascoe David Hemery David Jenkins       | FrankreichGilles Bertould Roger Velasquez Francis Kerbiriou Jacques Carette |
| 20 km Gehen       | Peter Frenkel (GDR)                                                  | Wolodymyr Holubnytschyj (URS)                                              | Hans-Georg Reimann (GDR)                                                    |
| 50 km Gehen       | Bernd Kannenberg (FRG)                                               | Weniamin Soldatenko (URS)                                                  | Larry Young (USA)                                                           |
| Hochsprung        | Jüri Tarmak (URS)                                                    | Stefan Junge (GDR)                                                         | Dwight Stones (USA)                                                         |
| Stabhochsprung    | Wolfgang Nordwig (GDR)                                               | Bob Seagren (USA)                                                          | Jan Johnson (USA)                                                           |
| Weitsprung        | Randy Williams (USA)                                                 | Hans Baumgartner (FRG)                                                     | Arnie Robinson (USA)                                                        |
| Dreisprung        | Wiktor Sanejew (URS)                                                 | Jörg Drehmel (GDR)                                                         | Nelson Prudêncio (BRA)                                                      |
| Kugelstoßen       | Władysław Komar (POL)                                                | George Woods (USA)                                                         | Hartmut Briesenick (GDR)                                                    |
| Diskuswurf        | Ludvík Daněk (TCH)                                                   | Jay Silvester (USA)                                                        | Ricky Bruch (SWE)                                                           |
| Hammerwurf        | Anatolij Bondartschuk (URS)                                          | Jochen Sachse (GDR)                                                        | Wassili Chmelewski (URS)                                                    |
| Speerwurf         | Klaus Wolfermann (FRG)                                               | Jānis Lūsis (URS)                                                          | Bill Schmidt (USA)                                                          |
| Zehnkampf         | Mykola Awilow (URS)                                                  | Leonid Lytwynenko (URS)                                                    | Ryszard Katus (POL)                                                         |

Frauen
| Disziplin         | Gold                                                                                   | Silber                                                                            | Bronze                                                               |
| ----------------- | -------------------------------------------------------------------------------------- | --------------------------------------------------------------------------------- | -------------------------------------------------------------------- |
| 100 m             | Renate Stecher (GDR)                                                                   | Raelene Boyle (AUS)                                                               | Silvia Chivás (CUB)                                                  |
| 200 m             | Renate Stecher (GDR)                                                                   | Raelene Boyle (AUS)                                                               | Irena Szewińska (POL)                                                |
| 400 m             | Monika Zehrt (GDR)                                                                     | Rita Wilden (FRG)                                                                 | Kathy Hammond (USA)                                                  |
| 800 m             | Hildegard Falck (FRG)                                                                  | Nijolė Sabaitė (URS)                                                              | Gunhild Hoffmeister (GDR)                                            |
| 1500 m            | Ljudmila Bragina (URS)                                                                 | Gunhild Hoffmeister (GDR)                                                         | Paola Cacchi (ITA)                                                   |
| 100 m Hürden      | Annelie Ehrhardt (GDR)                                                                 | Valeria Bufanu (ROM)                                                              | Karin Balzer (GDR)                                                   |
| 4 × 100 m Staffel | BR DeutschlandChristiane Krause Ingrid Mickler-Becker Annegret Richter Heide Rosendahl | DDREvelin Kaufer Christina Heinich Bärbel Struppert Renate Stecher                | KubaMarlene Elejarde Carmen Valdés Fulgencia Romay Silvia Chivás     |
| 4 × 400 m Staffel | DDRDagmar Käsling Rita Kühne Helga Seidler Monika Zehrt                                | Vereinigte StaatenMable Fergerson Madeline Manning Cheryl Toussaint Kathy Hammond | BR DeutschlandAnette Rückes Inge Bödding Hildegard Falck Rita Wilden |
| Hochsprung        | Ulrike Meyfarth (FRG)                                                                  | Jordanka Blagoewa (BUL)                                                           | Ilona Gusenbauer (AUT)                                               |
| Weitsprung        | Heide Rosendahl (FRG)                                                                  | Diana Jorgowa (BUL)                                                               | Eva Šuranová (TCH)                                                   |
| Kugelstoßen       | Nadeschda Tschischowa (URS)                                                            | Margitta Gummel (GDR)                                                             | Iwanka Christowa (BUL)                                               |
| Diskuswurf        | Faina Melnik (URS)                                                                     | Argentina Menis (ROM)                                                             | Wassilka Stoewa (BUL)                                                |
| Speerwurf         | Ruth Fuchs (GDR)                                                                       | Jacqueline Todten (GDR)                                                           | Kate Schmidt (USA)                                                   |
| Fünfkampf         | Mary Peters (GBR)                                                                      | Heide Rosendahl (FRG)                                                             | Burglinde Pollak (GDR)                                               |

## Teilnehmer
Wie schon bei den drei Austragungen der Olympischen Spiele zuvor gab es Probleme und Sonderfälle im Hinblick auf die Teilnahme bestimmter Nationen. Nicht zugelassen waren u. a. die Volksrepublik China, die weiterhin kein Mitglied des IOC war, und Südafrika. Rhodesien wurde erst kurz vor Beginn der Spiele ausgeschlossen, nachdem 27 afrikanische Staaten mit Boykott gedroht hatten.
Das geteilte Deutschland trat zum zweiten Mal mit zwei eigenständigen Mannschaften auf, jetzt auch unter einer jeweils eigenen Flagge Die offiziellen Bezeichnungen lauteten nun ‚Deutschland‘ bzw. ‚Germany‘ für die Bundesrepublik Deutschland und ‚Deutsche Demokratische Republik‘ bzw. ‚German Democratic Republik‘ – kurz ‚DDR‘ bzw. ‚GDR‘ für die GDR.

## Stadion

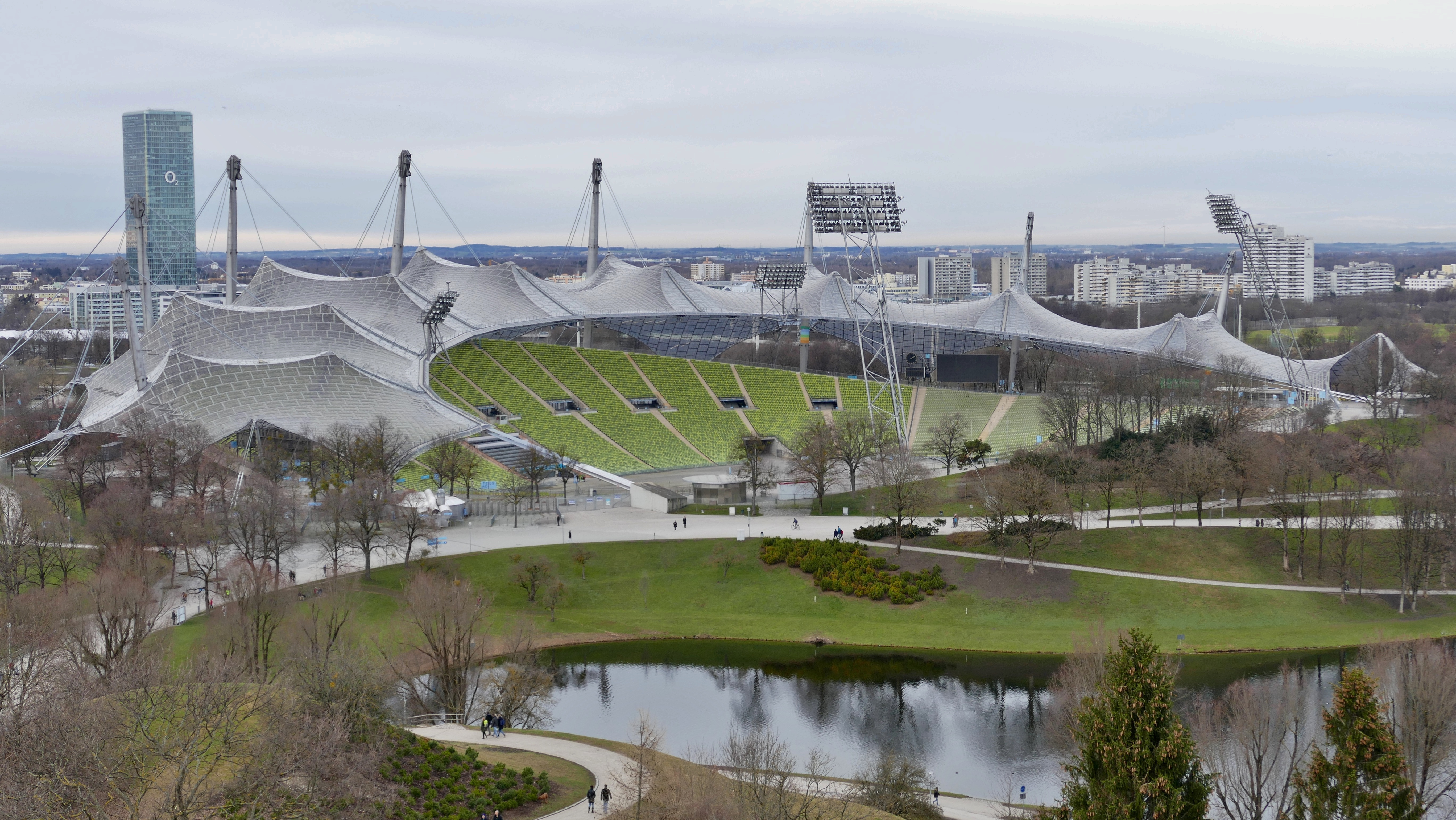
Blick vom Olympiaberg auf das Olympiastadion

Das Münchner Olympiastadion entsprach den modernsten Anforderungen. Die 400-Meter-Rundbahn sowie die Anlaufbahnen für die verschiedenen Sprung- und Wurfwettbewerbe waren wie schon bei den letzten Spielen in Mexiko-Stadt aus Kunststoff beschaffen. Es standen acht Bahnen zur Verfügung, sodass acht Teilnehmer an den Endläufen teilnehmen konnten. Dies wurde auch in den Stoß- und Wurfdisziplinen sowie im Weit- und Dreisprung für die letzten drei Finaldurchgänge so praktiziert.
Eine Besonderheit stellte die oft als ‚Zeltdach‘ bezeichnete Konstruktion des Stadions dar, mit der eine Leichtigkeit und Beschwingtheit zum Ausdruck gebracht werden sollte. Die Idee dazu stammt von dem Architekten und Architekturprofessor Günter Behnisch. Wie manch andere Neuheit war auch der Stadionbau mit diesem neuartigen Dach nicht unumstritten, zumal die Kosten am Ende ca. achtmal höher lagen als in der ursprünglichen Planung angesetzt.

## Terroranschlag
Auch auf die Leichtathletikwettbewerbe hatte das im Hauptartikel zu diesen Spielen näher beschriebene Münchner Olympia-Attentat erhebliche Auswirkungen. Die Stimmung war eine andere als zuvor, der Sport hatte eine Belastungserfahrung ungekannten Ausmaßes zu tragen. Die Frage, ob die Wettbewerbe fortgesetzt werden sollten, wurde von IOC-Präsident Avery Brundage mit einem eindeutigen Votum beantwortet: „The Games must go on.“

## Technik
Schon seit den Olympischen Spielen 1932 wurde die elektronische Zeitmessung eingesetzt. Bis 1968 diente sie allerdings nur der Kontrolle, in den offiziellen Resultaten fanden sich nach wie vor die von den Zeitnehmern per Hand gestoppten Zeiten. Das wurde von nun an anders: die elektronisch ermittelten Ergebnisse wurden offiziell, die Zeitangaben erfolgten – abgesehen von den Wettbewerben mit zwanzig Kilometern Streckenlänge oder mehr – in Hundertstelsekunden. Zur Weitenmessung wurde wie 1968 bereits in den Disziplinen der vertikalen Sprünge nun auch für die Werfer erstmals elektronische Technik eingesetzt, so hatte das herkömmliche Bandmaß bei solchen Großveranstaltungen endgültig ausgedient.

## Wettbewerbe
Im Wettbewerbsangebot gab es zwei Ergänzungen im Frauenbereich: erstmals stand der 1500-Meter-Lauf auf dem Programm. Damit war der 800-Meter-Lauf nicht mehr die längste Strecke für die Frauen. Außerdem gab es jetzt auch die 4-mal-400-Meter-Staffel für Frauen. Im Hürdenlauf wurde die Strecke von 80 auf 100 Meter verlängert. Damit sollte der Schrittlänge der Frauen in dieser Disziplin Rechnung getragen werden.
Bis heute – Stand September 2021 – hat sich im Bereich der olympischen Männerdisziplinen nichts mehr verändert. Bei den Frauen dagegen standen noch zahlreiche weitere Ergänzungen für die Zukunft an.
Erstmals war auch Blutdoping bei diesen Spielen offiziell untersagt – dies konnte allerdings noch nicht kontrolliert werden.

## Sportliche Erfolge
Das Leistungsniveau war auch bei dieser Großveranstaltung sehr hoch. Es gab fünfzehn neue oder eingestellte Weltrekorde in zwölf Disziplinen. In sechzehn Disziplinen wurde darüber hinaus der olympische Rekord dreißig Mal verbessert oder egalisiert. Wegen der in diesen Jahren nebeneinander gewerteten Rekorde per handgestoppter und per elektronischer Zeitmessung könnten in verschiedenen Quellen auch leicht abweichende Zahlen bezüglich der Rekorde auftreten. Vor allem auf den kürzeren Strecken kam es da zu Abweichungen oder Doppelzählungen. In der folgenden Übersicht wurde durchgängig die elektronische Zeitmessung zugrunde gelegt.
- Weltrekorde im Einzelnen:
  - 10.000-Meter-Lauf, Männer: 27:38,35 min – Lasse Virén (Finnland), Finale
  - 110-Meter-Hürdenlauf, Männer: 13,24 s – Rod Milburn (USA), Finale bei einem Rückenwind von 0,3 m/s
  - 400-Meter-Hürdenlauf, Männer: 47,82 s – John Akii-Bua (Uganda), Finale
  - 4-mal-100-Meter-Staffel, Männer: 38,19 s – USA (Larry Black, Robert Taylor, Gerald Tinker, Eddie Hart), Finale
  - Zehnkampf, Männer: 8454 P (1985er Wertung: 8466 P) – Mykola Awilow (Sowjetunion)
  - 100-Meter-Lauf, Frauen: 11,07 s (egalisiert) – Renate Stecher (DDR), Finale bei einem Gegenwind von 0,2 m/s
  - 200-Meter-Lauf, Frauen: 22,40 s (egalisiert) – Renate Stecher (DDR), Finale bei einem Rückenwind von 1,1 m/s
  - 1500-Meter-Lauf, Frauen: 4:06,47 min – Ljudmila Bragina (Sowjetunion), Vorlauf
  - 1500-Meter-Lauf, Frauen: 4:05,07 min – Ljudmila Bragina (Sowjetunion), Halbfinale
  - 1500-Meter-Lauf, Frauen: 4:01,38 min – Ljudmila Bragina (Sowjetunion), Finale
  - 4-mal-100-Meter-Staffel, Frauen: 42,81 s – BR Deutschland (Christiane Krause, Ingrid Mickler-Becker, Annegret Irrgang, Heide Rosendahl), Finale
  - 4-mal-400-Meter-Staffel, Frauen: 3:28,48 min – DDR (Dagmar Käsling, Rita Kühne, Helga Seidler, Monika Zehrt), Vorlauf
  - 4-mal-400-Meter-Staffel, Frauen: 3:22,95 min – DDR (Dagmar Käsling, Rita Kühne, Helga Seidler, Monika Zehrt), Finale
  - Hochsprung, Frauen: 1,92 m (egalisiert) – Ulrike Meyfarth (BR Deutschland), Finale
  - Kugelstoßen, Frauen: 21,03 m – Nadeschda Tschischowa (Sowjetunion), Finale
  - Fünfkampf, Frauen: 4801 P (1981er Wertung: 4841 P) – Mary Peters (Großbritannien)
- Olympische Rekorde im Einzelnen:
  - 5000-Meter-Lauf, Männer: 13:31,8 min – Emiel Puttemans (Belgien), Vorlauf
  - 5000-Meter-Lauf, Männer: 13:26,42 min – Lasse Virén (Finnland), Finale
  - 10.000-Meter-Lauf, Männer: 27:53,4 min – Emiel Puttemans (Belgien), Vorlauf
  - 3000-Meter-Hindernislauf, Männer: 8:24,8 min – Tapio Kantanen (Finnland), Vorlauf
  - 3000-Meter-Hindernislauf, Männer: 8:23,8 min – Amos Biwott (Kenia), Vorlauf
  - 3000-Meter-Hindernislauf, Männer: 8:23,64 min – Kipchoge Keino (Kenia), Finale
  - 20-km-Gehen, Männer: 1:26:42,4 h – Peter Frenkel (DDR)
  - 50-km-Gehen, Männer: 3:56:11,6 h – Bernd Kannenberg (BR Deutschland)
  - Stabhochsprung, Männer: 5,40 m (egalisiert) – Wolfgang Nordwig (DDR), Finale
  - Stabhochsprung, Männer: 5,40 m (egalisiert) – Bob Seagren (USA), Finale
  - Stabhochsprung, Männer: 5,45 m – Wolfgang Nordwig (DDR), Finale
  - Stabhochsprung, Männer: 5,50 m – Wolfgang Nordwig (DDR), Finale
  - Kugelstoßen, Männer: 21,18 m – Władysław Komar (Polen), Finale
  - Hammerwurf, Männer: 75,50 m – Anatolij Bondartschuk (Sowjetunion), Finale
  - Speerwurf, Männer: 90,48 m – Klaus Wolfermann (BR Deutschland), Finale
  - 400-Meter-Lauf, Frauen: 51,94 s – Charlene Rendina (Australien), Vorlauf
  - 400-Meter-Lauf, Frauen: 51,71 s – Györgyi Balogh (Ungarn), Viertelfinale
  - 400-Meter-Lauf, Frauen: 51,68 s – Helga Seidler (DDR), Halbfinale
  - 400-Meter-Lauf, Frauen: 51,08 s – Monika Zehrt (DDR), Finale
  - 800-Meter-Lauf, Frauen: 1:58,93 min – Swetla Slatewa (Bulgarien). Vorlauf
  - 800-Meter-Lauf, Frauen: 1:58,55 min – Hildegard Falck (BR Deutschland), Finale
  - 100-Meter-Hürdenlauf, Frauen: 12,70 s – Annelie Ehrhardt (DDR), Vorlauf bei Windstille
  - 100-Meter-Hürdenlauf, Frauen: 12,59 s – Annelie Ehrhardt (DDR), Finale bei einem Gegenwind von 0,6 m/s
  - 4-mal-400-Meter-Staffel, Frauen: 3:29,32 min – BR Deutschland (Anette Rückes, Inge Bödding, Hildegard Falck, Rita Wilden), Vorlauf
  - Hochsprung, Frauen: 1,90 m (egalisiert) – Ulrike Meyfarth (BR Deutschland), Finale
  - Diskuswurf, Frauen: 61,58 m – Argentina Menis (Rumänien), Qualifikation
  - Diskuswurf, Frauen: 64,48 m – Argentina Menis (Rumänien), Finale
  - Diskuswurf, Frauen: 65,06 m – Argentina Menis (Rumänien), Finale
  - Diskuswurf, Frauen: 66,62 m – Faina Melnik (Sowjetunion), Finale
  - Speerwurf, Frauen: 63,88 m – Ruth Fuchs (DDR), Finale

Erfolgreichste Nation waren erstmals in der Leichtathletik nicht mehr die Vereinigten Staaten. Vor ihnen lagen zwei Nationen, die im Bereich Sport sehr viele staatliche Finanzmittel einsetzten, der Erfolg blieb nicht aus: die Athleten aus der UdSSR gewannen neun Goldmedaillen, die DDR konnte acht Olympiasiege verbuchen. In der Gesamtzahl der Medaillen lag die DDR mit insgesamt zwanzig sogar vor der Sowjetunion, die insgesamt siebzehn Medaillen auf ihrem Konto hatte. Die USA hatten sechs Olympiasieger in ihren Reihen, sammelten allerdings mit 22 Medaillen das meiste Edelmetall. Auch die Bundesrepublik Deutschland erreichte sechs Olympiasiege – mehr als jemals zuvor in der Leichtathletik. Finnlands Sportler errangen dreimal olympisches Gold, Kenia verzeichnete zwei Olympiasiege. Für alle weiteren Nationen gab es in der Leichtathletik höchstens eine Goldmedaille.
Fünf Sportler errangen mindestens zwei Goldmedaillen in der Leichtathletik bei diesen Spielen:
- Renate Stecher (DDR) – Gold: 100- und 200-Meter-Lauf, Silber: 4-mal-100-Meter-Staffel
- Heide Rosendahl (BR Deutschland) – Gold: Weitsprung und 4-mal-100-Meter-Staffel, Silber: Fünfkampf
- Walerij Borsow (Sowjetunion) – Gold: 100- und 200-Meter-Lauf, Silber: 4-mal-100-Meter-Staffel
- Lasse Virén (Finnland) – Gold: 5000- und 10.000-Meter-Lauf
- Monika Zehrt (DDR) – Gold: 400-Meter-Lauf und 4-mal-400-Meter-Staffel

Folgende hier siegreiche Leichtathleten hatten bereits bei früher ausgetragenen Olympischen Spielen Goldmedaillen errungen:
- Wiktor Sanejew, (Sowjetunion) – Dreisprung, Wiederholung seines Erfolgs von 1968, damit jetzt zweifacher Olympiasieger
- Kipchoge Keino, (Kenia) – 3000-Meter-Hindernislauf, 1968 siegreich im 1500-Meter-Lauf, damit jetzt zweifacher Olympiasieger
- Vince Matthews, (USA) – 400-Meter-Lauf, 1968 siegreich mit der 4-mal-400-Meter-Staffel, damit jetzt zweifacher Olympiasieger
- Ingrid Mickler-Becker, (BR Deutschland) – 4-mal-100-Meter-Staffel, 1968 im Fünfkampf, damit jetzt zweifache Olympiasiegerin

Darüber hinaus ist folgende Leistung besonders hervorzuheben:
- Die bundesdeutsche Ulrike Meyfarth wurde mit sechzehn Jahren die bis dahin jüngste Olympiasiegerin in einer Einzeldisziplin der Leichtathletik und stellte dabei den bestehenden Hochsprungweltrekord ein.[4]

## Resultate Männer

### 100 m

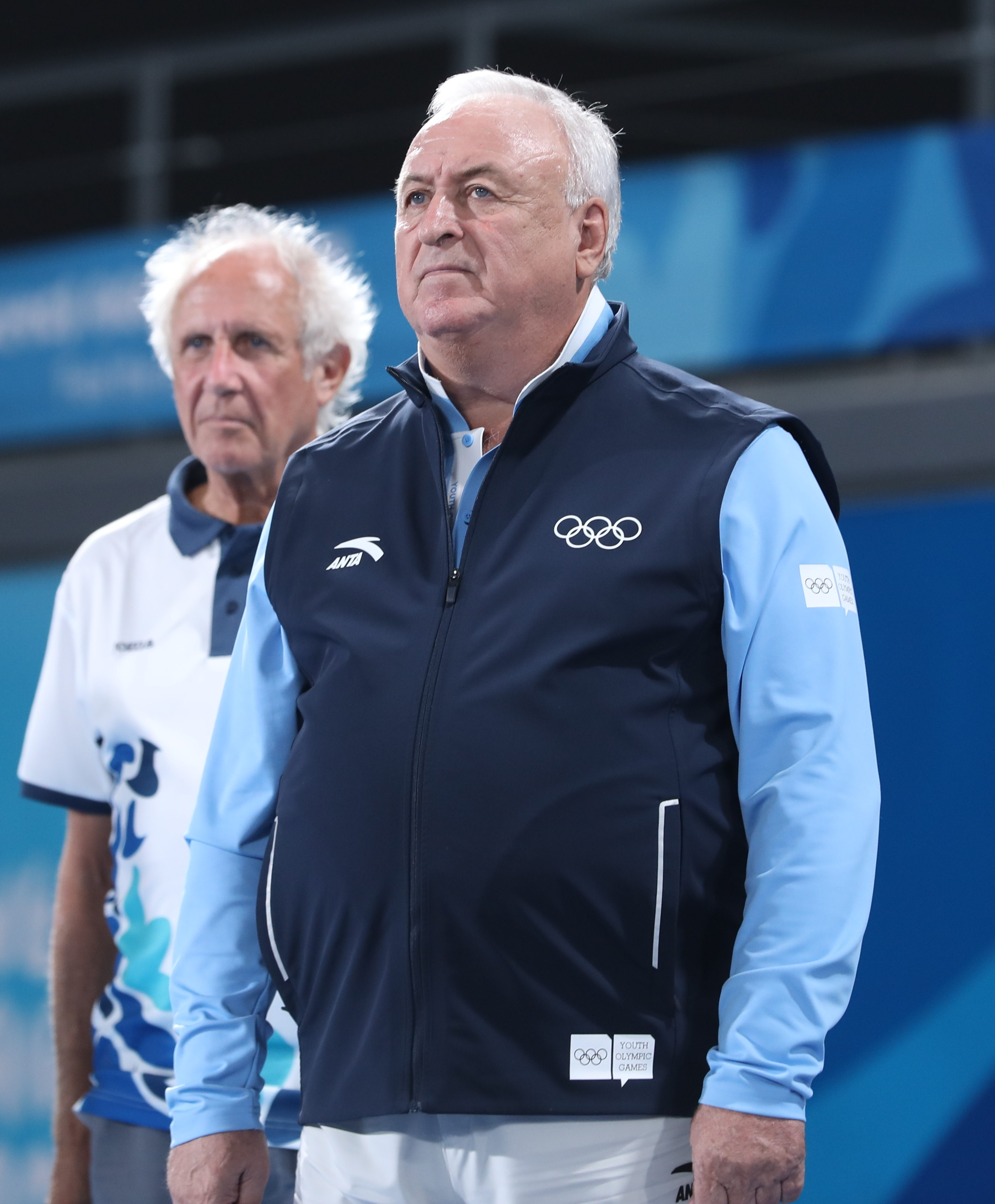
Sprintgold Nummer eins für Walerij Borsow (hier im Jahr 2018)

| Platz | Athlet             | Land | Zeit (s) |
| ----- | ------------------ | ---- | -------- |
| 1     | Walerij Borsow     | URS  | 10,14    |
| 2     | Robert Taylor      | USA  | 10,24    |
| 3     | Lennox Miller      | JAM  | 10,33    |
| 4     | Alexandr Korneljuk | URS  | 10,36    |
| 5     | Michael Fray       | JAM  | 10,40    |
| 6     | Jobst Hirscht      | FRG  | 10,40    |
| 7     | Zenon Nowosz       | POL  | 10,46    |
| DNF   | Hasely Crawford    | TRI  |          |

Finale am 1. September
Wind: −0,1 m/s

### 200 m
| Platz | Athlet             | Land | Zeit (s) |
| ----- | ------------------ | ---- | -------- |
| 1     | Walerij Borsow     | URS  | 20,00    |
| 2     | Larry Black        | USA  | 20,19    |
| 3     | Pietro Mennea      | ITA  | 20,30    |
| 4     | Larry Burton       | USA  | 20,37    |
| 5     | Chuck Smith        | USA  | 20,55    |
| 6     | Siegfried Schenke  | GDR  | 20,56    |
| 7     | Martin Jellinghaus | FRG  | 20,65    |
| 8     | Hans-Joachim Zenk  | GDR  | 21,05    |

Finale am 4. September
Wind: 0,0 m/s

### 400 m
| Platz | Athlet                 | Land | Zeit (s) |
| ----- | ---------------------- | ---- | -------- |
| 1     | Vince Matthews         | USA  | 44,66    |
| 2     | Wayne Collett          | USA  | 44,80    |
| 3     | Julius Sang            | KEN  | 44,92    |
| 4     | Charles Asati          | KEN  | 45,13    |
| 5     | Horst-Rüdiger Schlöske | FRG  | 45,31    |
| 6     | Markku Kukkoaho        | FIN  | 45,49    |
| 7     | Karl Honz              | FRG  | 45,68    |
| DNF   | John Smith             | USA  |          |

Finale am 7. September

### 800 m
| Platz | Athlet             | Land | Zeit (min) |
| ----- | ------------------ | ---- | ---------- |
| 1     | Dave Wottle        | USA  | 1:45,86    |
| 2     | Jewgeni Arschanow  | URS  | 1:45,89    |
| 3     | Mike Boit          | KEN  | 1:46,01    |
| 4     | Franz-Josef Kemper | FRG  | 1:46,50    |
| 5     | Robert Ouko        | KEN  | 1:46,53    |
| 6     | Andy Carter        | GBR  | 1:46,55    |
| 7     | Andrzej Kupczyk    | POL  | 1:47,10    |
| 8     | Dieter Fromm       | GDR  | 1:47,96    |

Finale am 2. September

### 1500 m
| Platz | Athlet              | Land | Zeit (min) |
| ----- | ------------------- | ---- | ---------- |
| 1     | Pekka Vasala        | FIN  | 3:36,33    |
| 2     | Kipchoge Keino      | KEN  | 3:36,81    |
| 3     | Rod Dixon           | NZL  | 3:37,46    |
| 4     | Mike Boit           | KEN  | 3:38,41    |
| 5     | Brendan Foster      | GBR  | 3:39,02    |
| 6     | Herman Mignon       | BEL  | 3:39,05    |
| 7     | Paul-Heinz Wellmann | FRG  | 3:40,08    |
| 8     | Wolodymyr Pantelej  | URS  | 3:40,24    |

Finale am 10. September

### 5000 m
| Platz | Athlet            | Land | Zeit (min)  |
| ----- | ----------------- | ---- | ----------- |
| 1     | Lasse Virén       | FIN  | 13:26,42 OR |
| 2     | Mohamed Gammoudi  | TUN  | 13:27,33000 |
| 3     | Ian Stewart       | GBR  | 13:27,61000 |
| 4     | Steve Prefontaine | USA  | 13:28,25000 |
| 5     | Emiel Puttemans   | BEL  | 13:30,82000 |
| 6     | Harald Norpoth    | FRG  | 13:32,58000 |
| 7     | Per Halle         | NOR  | 13:34,38000 |
| 8     | Nikolai Swiridow  | URS  | 13:39,31000 |

Finale am 10. September

### 10.000 m

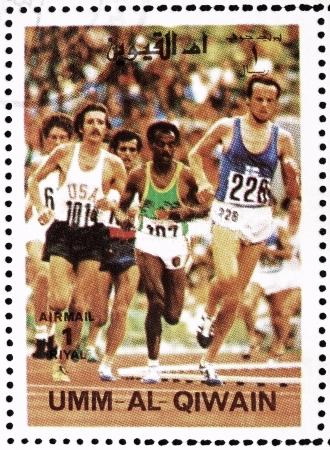
Erstes Gold für Lasse Virén bei diesen Spielen (Szene aus dem 10.000-Meter-Finale auf einer Briefmarke)

| Platz | Athlet            | Land | Zeit (min)  |
| ----- | ----------------- | ---- | ----------- |
| 1     | Lasse Virén       | FIN  | 27:38,35 WR |
| 2     | Emiel Puttemans   | BEL  | 27:39,58000 |
| 3     | Miruts Yifter     | ETH  | 27:40,96000 |
| 4     | Mariano Haro      | ESP  | 27:48,14000 |
| 5     | Frank Shorter     | USA  | 27:51,32000 |
| 6     | David Bedford     | GBR  | 28:05,44000 |
| 7     | Dane Korica       | YUG  | 28:15,18000 |
| 8     | Abdelkader Zaddem | TUN  | 28:18,17000 |

Finale am 3. September

### Marathon
| Platz | Athlet           | Land | Zeit (h)  |
| ----- | ---------------- | ---- | --------- |
| 1     | Frank Shorter    | USA  | 2:12:19,8 |
| 2     | Karel Lismont    | BEL  | 2:14:31,8 |
| 3     | Mamo Wolde       | ETH  | 2:15:08,4 |
| 4     | Kenny Moore      | USA  | 2:15:39,8 |
| 5     | Kenji Kimihara   | JPN  | 2:16:27,0 |
| 6     | Ron Hill         | GBR  | 2:16:30,6 |
| 7     | Donald Macgregor | GBR  | 2:16:34,4 |
| 8     | Jack Foster      | NZL  | 2:16:56,2 |

10. September

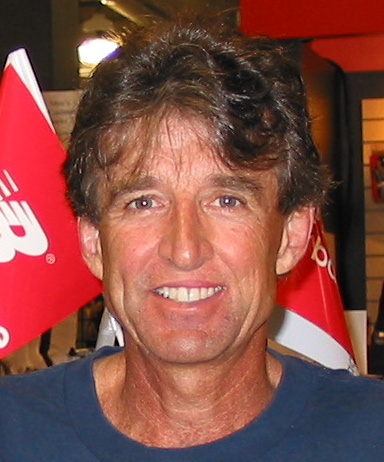
Nach langer Alleinführung lief Frank Shorter zum Olympiasieg

Bei seinem Zieleinlauf stahl dem US-amerikanischen Sieger Frank Shorter ein Schüler die Show, der mit selbstgemalter Startnummer die Absperrungen überwand und kurz vor ihm ins Stadion einlief, wo er von vielen Zuschauern zunächst für den führenden Läufer gehalten wurde, bis ihn die Sicherheitskräfte zu dem Zeitpunkt abführten, als Shorter ins Stadion einlief.

### 110 m Hürden
| Platz | Athlet            | Land | Zeit (s)           |
| ----- | ----------------- | ---- | ------------------ |
| 1     | Rod Milburn       | USA  | 13,24 WRel/WRhe/OR |
| 2     | Guy Drut          | FRA  | 13,34              |
| 3     | Thomas Hill       | USA  | 13,48              |
| 4     | Willie Davenport  | USA  | 13,50              |
| 5     | Frank Siebeck     | GDR  | 13,71              |
| 6     | Leszek Wodzyński  | POL  | 13,72              |
| 7     | Lubomír Nádeníček | TCH  | 13,76              |
| 8     | Petr Čech         | TCH  | 13,86              |

Finale am 7. September
Wind: +0,3 m/s

### 400 m Hürden

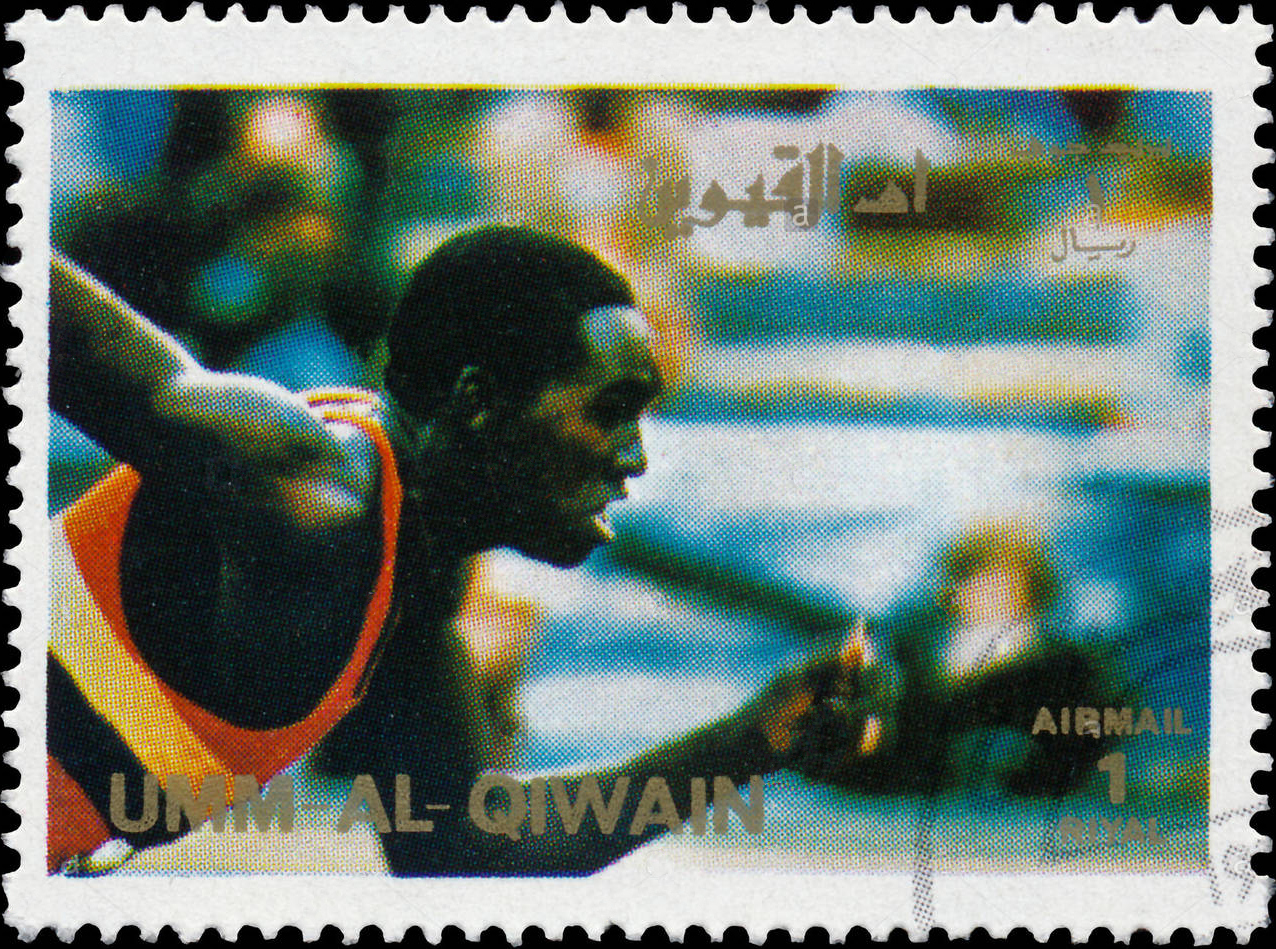
Olympiasieger John Akii-Bua

| Platz | Athlet             | Land | Zeit (s) |
| ----- | ------------------ | ---- | -------- |
| 1     | John Akii-Bua      | UGA  | 47,82 WR |
| 2     | Ralph Mann         | USA  | 48,51000 |
| 3     | David Hemery       | GBR  | 48,52000 |
| 4     | Jim Seymour        | USA  | 48,64000 |
| 5     | Rainer Schubert    | FRG  | 49,65000 |
| 6     | Jewgeni Gawrilenko | URS  | 49,66000 |
| 6     | Stavros Tziortzis  | GRE  | 49,66000 |
| 8     | Juri Sorin         | URS  | 50,25000 |

Finale am 2. September

### 3000 m Hindernis

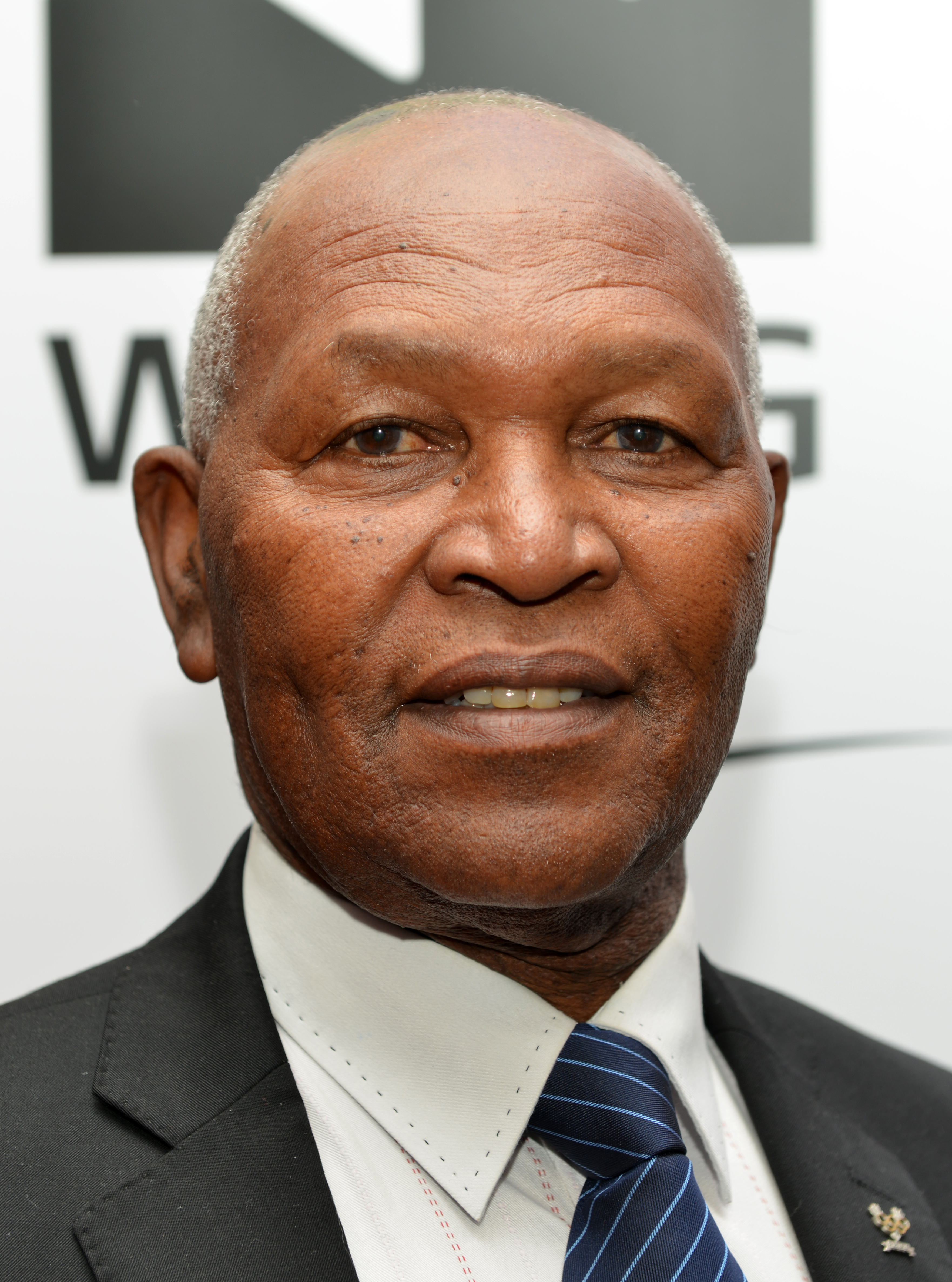
Kipchoge Keino (Foto: 2014) errang seine zweite Goldmedaille nach seinem Sieg 1968 über 1500 Meter

| Platz | Athlet               | Land | Zeit (min) |
| ----- | -------------------- | ---- | ---------- |
| 1     | Kipchoge Keino       | KEN  | 8:23,64 OR |
| 2     | Ben Jipcho           | KEN  | 8:24,62000 |
| 3     | Tapio Kantanen       | FIN  | 8:24,66000 |
| 4     | Bronisław Malinowski | POL  | 8:27,92000 |
| 5     | Dušan Moravčík       | TCH  | 8:29,06000 |
| 6     | Amos Biwott          | KEN  | 8:33,48000 |
| 7     | Romualdas Bitė       | URS  | 8:34,64000 |
| 8     | Pekka Päivärinta     | FIN  | 8:37,17000 |

Finale am 4. September

### 4 × 100 m Staffel
| Platz | Land             | Athleten                                                           | Zeit (s)       |
| ----- | ---------------- | ------------------------------------------------------------------ | -------------- |
| 1     | USA              | Larry Black Robert Taylor Gerald Tinker Eddie Hart                 | 38,19 WRel/WRe |
| 2     | Sowjetunion      | Alexandr Korneljuk Wladimir Lowezki Juris Silovs Walerij Borsow    | 38,50          |
| 3     | BR Deutschland   | Jobst Hirscht Karlheinz Klotz Gerhard Wucherer Klaus Ehl           | 38,79          |
| 4     | Tschechoslowakei | Jaroslav Matoušek Juraj Demeč Jiří Kynos Luděk Bohman              | 38,82          |
| 5     | DDR              | Manfred Kokot Bernd Borth Hans-Jürgen Bombach Siegfried Schenke    | 38,90          |
| 6     | Polen            | Stanisław Wagner Tadeusz Cuch Jerzy Czerbniak Zenon Nowosz         | 39,03          |
| 7     | Frankreich       | Patrick Bourbeillon Jean-Pierre Grès Gérard Fenouil Bruno Cherrier | 39,14          |
| 8     | Italien          | Vincenzo Guerini Ennio Preatoni Luigi Benedetti Pietro Mennea      | 39,14          |

Finale am 10. September
Die Rekorde wurden damals nach zwei Lesarten angegeben, einmal als handgestoppte Zeit (auf Zehntelsekunden gerundet) und zum Zweiten nach elektronischer Zeitmessung (auf Hundertstelsekunden gerundet). Die US-amerikanische Siegerstaffel egalisierte den olympischen Rekord, gleichzeitig Weltrekord, von 38,2 s nach hangestoppter Lesart. Nach elektronischer Lesart verbesserte das US-Team den Olympia-, gleichzeitig Weltrekord um fünf Hundertstelsekunden.

### 4 × 400 m Staffel
| Platz | Land                | Athleten                                                          | Zeit (min) |
| ----- | ------------------- | ----------------------------------------------------------------- | ---------- |
| 1     | Kenia               | Charles Asati Munyoro Nyamau Robert Ouko Julius Sang              | 2:59,83    |
| 2     | Großbritannien      | Martin Reynolds Alan Pascoe David Hemery David Jenkins            | 3:00,46    |
| 3     | Frankreich          | Gilles Bertould Roger Velasquez Francis Kerbiriou Jacques Carette | 3:00,65    |
| 4     | BR Deutschland      | Bernd Herrmann Horst-Rüdiger Schlöske Hermann Köhler Karl Honz    | 3:00,88    |
| 5     | Polen               | Jan Werner Jan Balachowski Zbigniew Jaremski Andrzej Badeński     | 3:01,05    |
| 6     | Finnland            | Stig Lönnqvist Ari Salin Ossi Karttunen Markku Kukkoaho           | 3:01,12    |
| 7     | Schweden            | Erik Carlgren Anders Faager Kenth Öhman Ulf Rönner                | 3:02,57    |
| 8     | Trinidad und Tobago | Arthur Cooper Pat Marshall Charles Joseph Edwin Roberts           | 3:03,58    |

Finale am 10. September

### 20 km Gehen

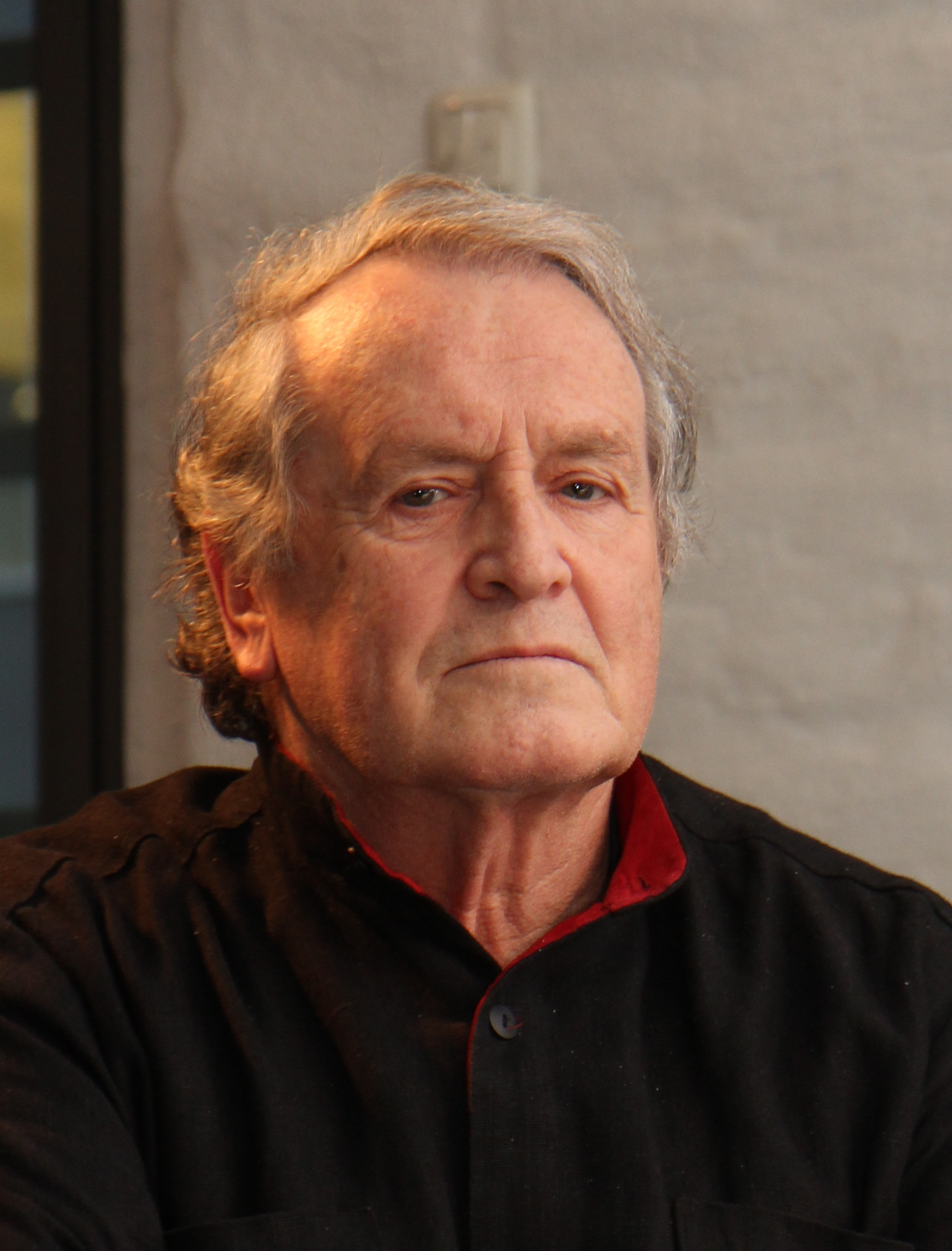
Olympiasieger Peter Frenkel im Jahr 2018

| Platz | Athlet                  | Land | Zeit (h)     |
| ----- | ----------------------- | ---- | ------------ |
| 1     | Peter Frenkel           | GDR  | 1:26:42,4 OR |
| 2     | Wolodymyr Holubnytschyj | URS  | 1:26:55,2000 |
| 3     | Hans-Georg Reimann      | GDR  | 1:27:16,6000 |
| 4     | Gerhard Sperling        | GDR  | 1:27:55,0000 |
| 5     | Nikolai Smaga           | URS  | 1:28:16,6000 |
| 6     | Paul Nihill             | GBR  | 1:28:44,4000 |
| 7     | Jan Ornoch              | POL  | 1:32:01,6000 |
| 8     | Vittorio Visini         | ITA  | 1:32:30,0000 |

31. August

### 50 km Gehen
| Platz | Athlet              | Land | Zeit (h)     |
| ----- | ------------------- | ---- | ------------ |
| 1     | Bernd Kannenberg    | FRG  | 3:56:11,6 OR |
| 2     | Weniamin Soldatenko | URS  | 3:58:24,0000 |
| 3     | Larry Young         | USA  | 4:00:46,0000 |
| 4     | Otto Bartsch        | URS  | 4:01:35,4000 |
| 5     | Peter Selzer        | GDR  | 4:04:05,4000 |
| 6     | Gerhard Weidner     | FRG  | 4:06:26,0000 |
| 7     | Vittorio Visini     | ITA  | 4:08:31,4000 |
| 8     | Gabriel Hernández   | MEX  | 4:12:09,0000 |

3. September

### Hochsprung

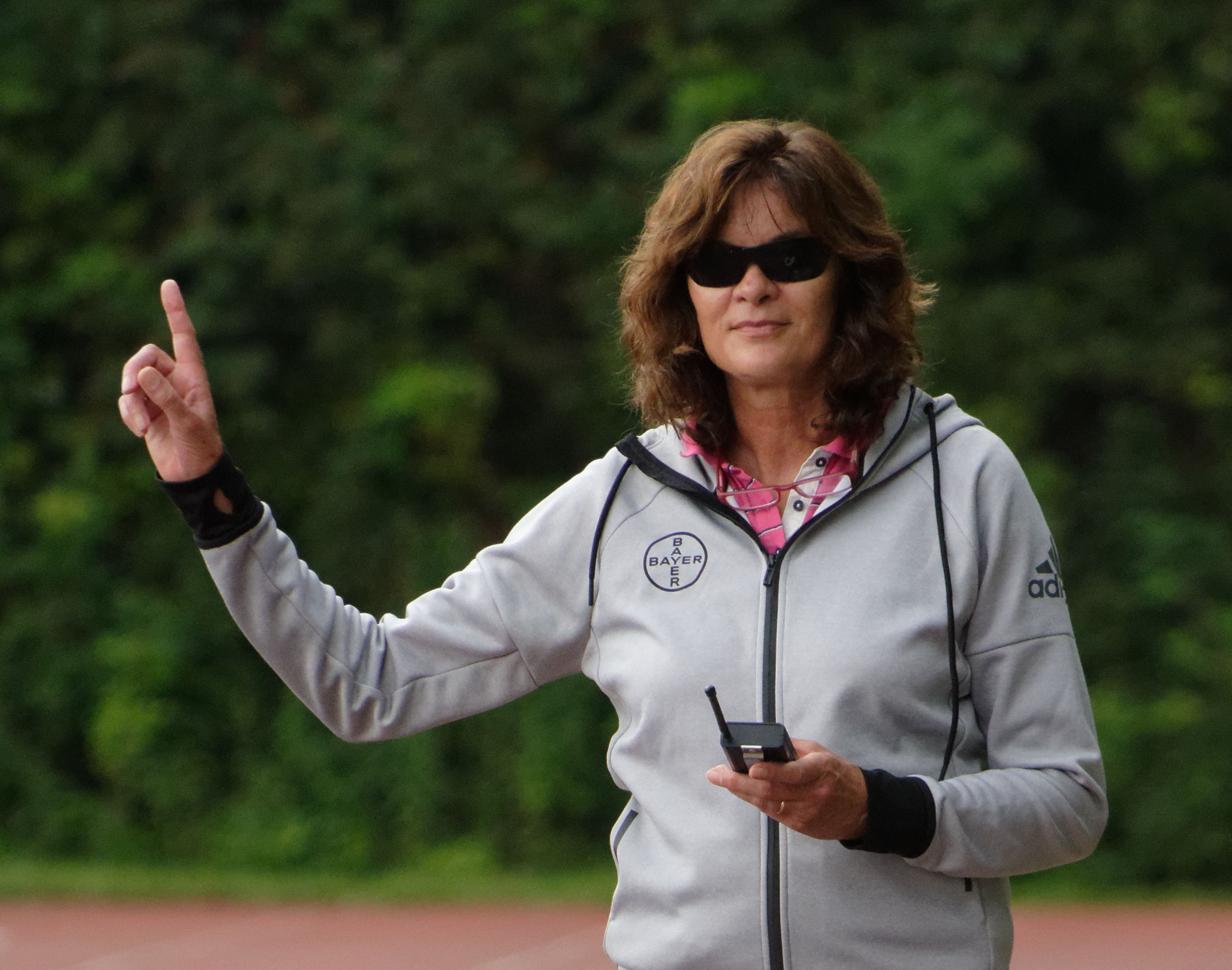
Überraschungsolympiasiegerin Ulrike Meyfarth (hier im Jahr 2017)

| Platz | Athlet          | Land | Höhe (m) |
| ----- | --------------- | ---- | -------- |
| 1     | Jüri Tarmak     | URS  | 2,23     |
| 2     | Stefan Junge    | GDR  | 2,21     |
| 3     | Dwight Stones   | USA  | 2,21     |
| 4     | Hermann Magerl  | FRG  | 2,18     |
| 5     | Ádám Szepesi    | HUN  | 2,18     |
| 6     | John Beers      | CAN  | 2,15     |
| 6     | István Major    | HUN  | 2,15     |
| 8     | Rustam Achmetow | URS  | 2,15     |

Finale am 10. September
Jüri Tarmak war der letzte Hochspringer, dem ein Olympiasieg im Straddle-Stil gelang.

### Stabhochsprung

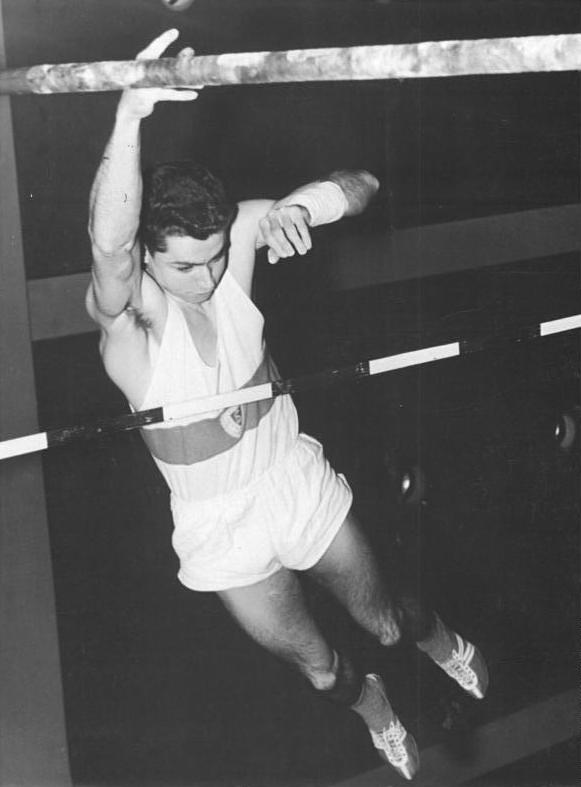
Wolfgang Nordwig – nach Olympiabronze 1968 gab es nun Gold für ihn

| Platz | Athlet              | Land | Höhe (m) |
| ----- | ------------------- | ---- | -------- |
| 1     | Wolfgang Nordwig    | GDR  | 5,50 OR  |
| 2     | Bob Seagren         | USA  | 5,40000  |
| 3     | Jan Johnson         | USA  | 5,35000  |
| 4     | Reinhard Kuretzky   | FRG  | 5,30000  |
| 5     | Bruce Simpson       | CAN  | 5,20000  |
| 6     | Volker Ohl          | FRG  | 5,20000  |
| 7     | Hans Lagerqvist     | SWE  | 5,20000  |
| 8     | François Tracanelli | FRA  | 5,10000  |

Finale am 2. September
Wolfgang Nordwig wurde der erste nichtamerikanische Olympiasieger im Stabhochsprung seit den Olympischen Zwischenspielen von 1906, profitierte jedoch davon, dass einigen Springern, darunter dem Schweden Kjell Isaksson und den US-Amerikanern, erst kurz vor Beginn dieser Spiele der Einsatz des von ihnen vorher seit Saisonbeginn verwendeten sogenannten Katapultstabs untersagt wurde.

### Weitsprung

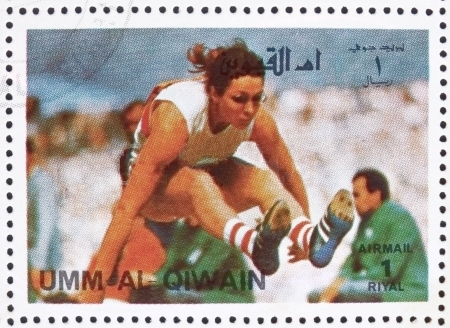
Olympiasiegerin Heide Rosendahl auf einer 1972 erschienenen Briefmarke

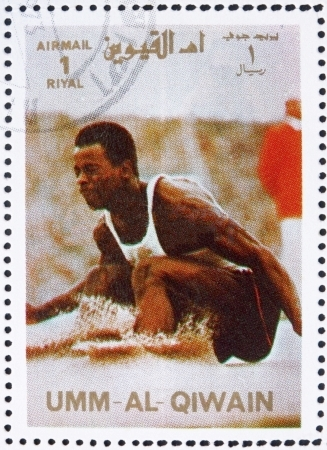
Olympiasieger Randy Williams, abgebildet auf einer Briefmarke

| Platz | Athlet             | Land | Weite (m) |
| ----- | ------------------ | ---- | --------- |
| 1     | Randy Williams     | USA  | 8,24      |
| 2     | Hans Baumgartner   | FRG  | 8,18      |
| 3     | Arnie Robinson     | USA  | 8,03      |
| 4     | Joshua Owusu       | GHA  | 8,01      |
| 5     | Preston Carrington | USA  | 7,99      |
| 6     | Max Klauß          | GDR  | 7,96      |
| 7     | Alan Lerwill       | GBR  | 7,91      |
| 8     | Leonid Barkowskyj  | URS  | 7,75      |

Finale am 9. September

### Dreisprung

Wiktor Sanejew – dargestellt auf einer Briefmarke – wiederholte seinen Olympiasieg von  1968

| Platz | Athlet              | Land | Weite (m) |
| ----- | ------------------- | ---- | --------- |
| 1     | Wiktor Sanejew      | URS  | 17,35 w   |
| 2     | Jörg Drehmel        | GDR  | 17,3100   |
| 3     | Nelson Prudêncio    | BRA  | 17,0500   |
| 4     | Carol Corbu         | ROM  | 16,85 w   |
| 5     | John Craft          | USA  | 16,8300   |
| 6     | Mansour Dia         | SEN  | 16,83 w   |
| 7     | Michał Joachimowski | POL  | 16,6900   |
| 8     | Kristen Fløgstad    | NOR  | 16,4400   |

Finale am 4. September

### Kugelstoßen

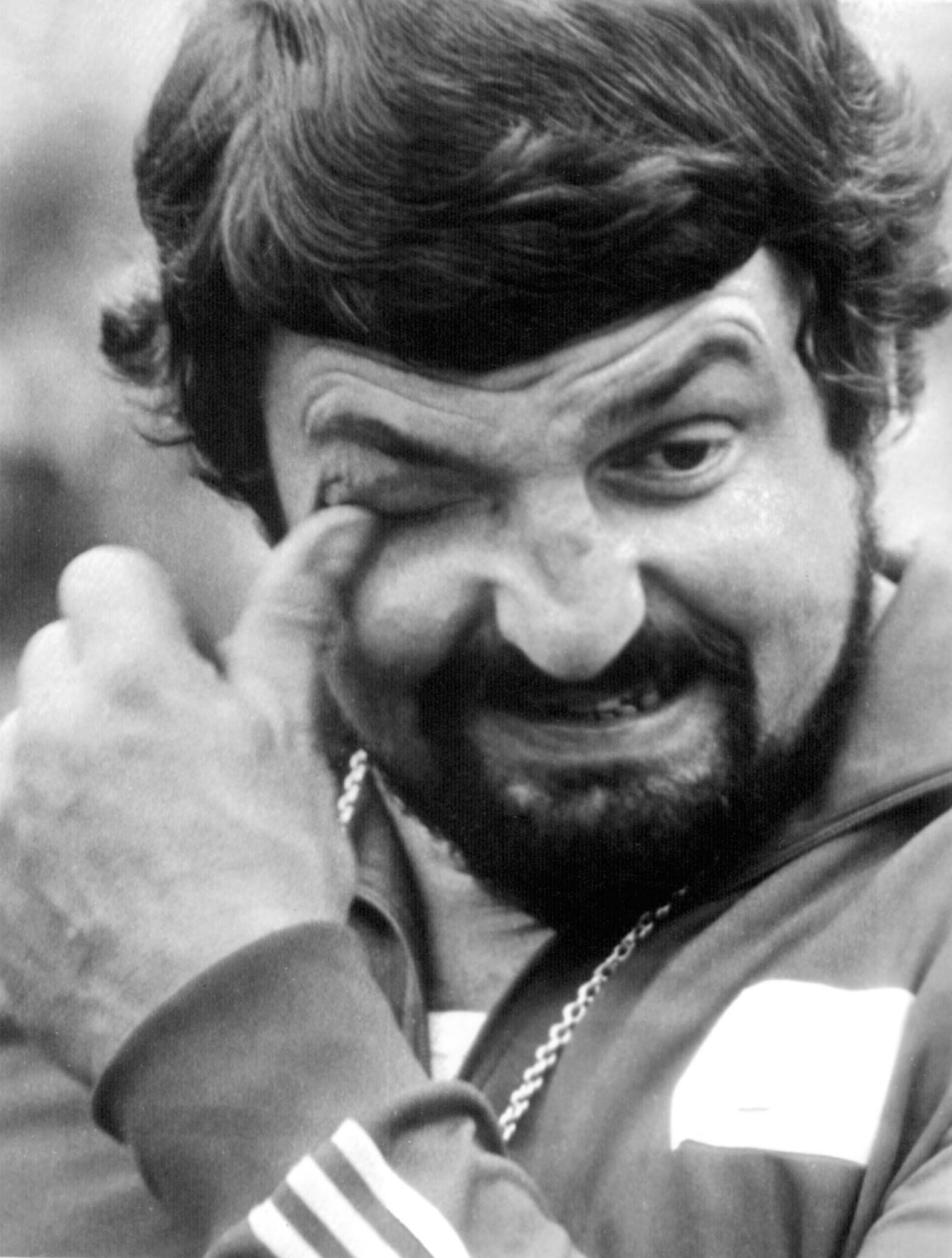
Olympiasieger Władysław Komar

| Platz | Athlet               | Land                            | Weite (m) |
| ----- | -------------------- | ------------------------------- | --------- |
| 1     | Władysław Komar      | POL                             | 21,18 OR  |
| 2     | George Woods         | USA                             | 21,17000  |
| 3     | Hartmut Briesenick   | Deutsche Demokratische Republik | 21,14000  |
| 4     | Hans-Peter Gies      | GDR                             | 21,14000  |
| 5     | Al Feuerbach         | USA                             | 21,01000  |
| 6     | Brian Oldfield       | USA                             | 20,91000  |
| 7     | Heinfried Birlenbach | FRG                             | 20,37000  |
| 8     | Vilmos Varjú         | HUN                             | 20,10000  |

Finale am 9. September

### Diskuswurf

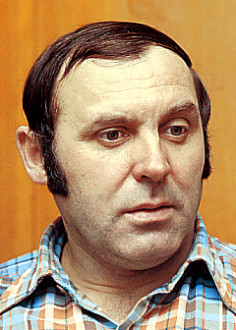
Goldmedaillengewinner Ludvík Daněk (Foto: 2014)

| Platz | Athlet         | Land | Weite (m) |
| ----- | -------------- | ---- | --------- |
| 1     | Ludvík Daněk   | TCH  | 64,40     |
| 2     | Jay Silvester  | USA  | 63,50     |
| 3     | Ricky Bruch    | SWE  | 63,40     |
| 4     | John Powell    | USA  | 62,82     |
| 5     | Géza Fejér     | HUN  | 62,62     |
| 6     | Detlef Thorith | GDR  | 62,42     |
| 7     | Ferenc Tégla   | HUN  | 60,60     |
| 8     | Tim Vollmer    | USA  | 60,24     |

Finale am 2. September

### Hammerwurf
| Platz | Athlet                | Land | Weite (m) |
| ----- | --------------------- | ---- | --------- |
| 1     | Anatolij Bondartschuk | URS  | 75,50 OR  |
| 2     | Jochen Sachse         | GDR  | 74,96000  |
| 3     | Wassili Chmelewski    | URS  | 74,04000  |
| 4     | Uwe Beyer             | FRG  | 71,52000  |
| 5     | Gyula Zsivótzky       | HUN  | 71,38000  |
| 6     | Sándor Eckschmiedt    | HUN  | 71,20000  |
| 7     | Edwin Klein           | FRG  | 71,14000  |
| 8     | Shigenobu Murofushi   | JPN  | 70,88000  |

Finale am 7. September

### Speerwurf

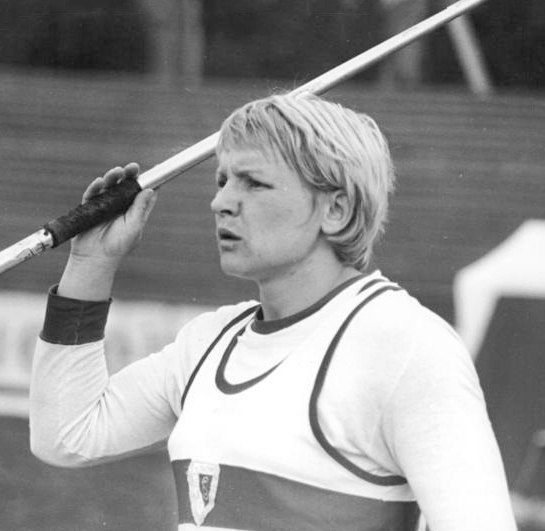
Favoritensieg für die Weltrekordinhaberin Ruth Fuchs

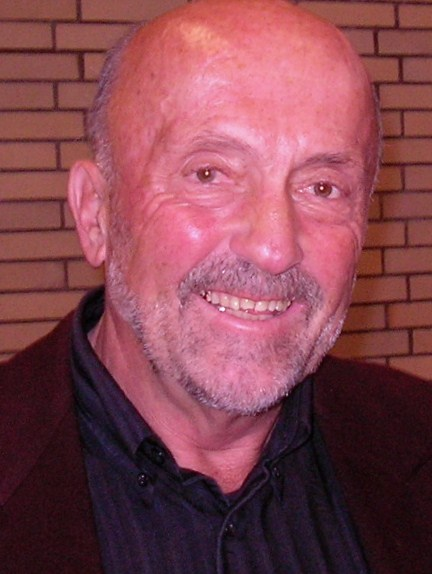
Mit dem knappst möglichen Vorsprung von zwei Zentimetern wurde Klaus Wolfermann (Foto: 2011) Olympiasieger

| Platz | Athlet           | Land | Weite (m) |
| ----- | ---------------- | ---- | --------- |
| 1     | Klaus Wolfermann | FRG  | 90,48 OR  |
| 2     | Jānis Lūsis      | URS  | 90,46000  |
| 3     | Bill Schmidt     | USA  | 84,42000  |
| 4     | Hannu Siitonen   | FIN  | 84,32000  |
| 5     | Bjørn Grimnes    | NOR  | 83,08000  |
| 6     | Jorma Kinnunen   | FIN  | 82,08000  |
| 7     | Miklós Németh    | HUN  | 81,98000  |
| 8     | Fred Luke        | USA  | 80,06000  |

Finale am 3. September

### Zehnkampf
| Platz | Athlet             | Land | P – offiz. Wert. | P – 85er Wert. |
| ----- | ------------------ | ---- | ---------------- | -------------- |
| 1     | Mykola Awilow      | URS  | 8454 WR          | 8466           |
| 2     | Leonid Lytwynenko  | URS  | 8035000          | 7970           |
| 3     | Ryszard Katus      | POL  | 7984000          | 7936           |
| 4     | Jeff Bennett       | USA  | 7974000          | 7918           |
| 5     | Stefan Schreyer    | GDR  | 7950000          | 7907           |
| 6     | Freddy Herbrand    | BEL  | 7947000          | 7896           |
| 7     | Steen Smidt-Jensen | DEN  | 7947000          | 7909           |
| 8     | Tadeusz Janczenko  | POL  | 7861000          | 7790           |

7. und 8. September
Gewertet wurde nach der 1962 entwickelten Punktetabelle, die auch bei den letzten Olympischen Spielen verwendet worden war. Zur besseren Einordnung der Leistung sind neben den offiziellen Punkten nach der Wertungstabelle von 1964 die nach dem heutigen Wertungssystem von 1985 umgerechneten Punktzahlen mit angegeben. Nach dieser heute gültigen Tabelle wäre der siebtplatzierte Däne Steen Smidt-Jensen um zwei Plätze nach vorne gerückt. Die Zehnkämpfer auf den Rängen fünf und sechs wären jeweils einen Platz nach hinten gefallen. Weitere Veränderungen unter den ersten Acht hätte es nicht gegeben. Aber diese Vergleiche sind nur Anhaltswerte, denn als Grundlage müssen die jeweils unterschiedlichen Maßstäbe der Zeit gelten.

## Resultate Frauen

### 100 m

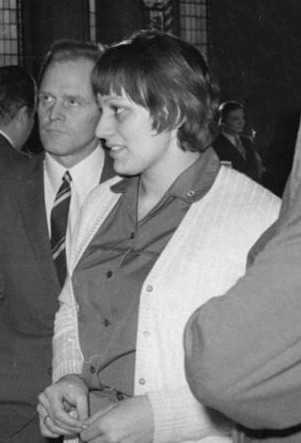
Renate Stecher – mit ihren Siegen über 100 und 200 Meter Sprintkönigin von München

| Platz | Athletin         | Land | Zeit (s)       |
| ----- | ---------------- | ---- | -------------- |
| 1     | Renate Stecher   | GDR  | 11,07 WRe/ORe  |
| 2     | Raelene Boyle    | AUS  | 11,23000000000 |
| 3     | Silvia Chivás    | CUB  | 11,24000000000 |
| 4     | Iris Davis       | USA  | 11,32000000000 |
| 5     | Annegret Richter | FRG  | 11,38000000000 |
| 6     | Alice Annum      | GHA  | 11,41000000000 |
| 7     | Barbara Ferrell  | USA  | 11,45000000000 |
| 8     | Eva Glesková     | TCH  | 12,48000000000 |

Finale am 2. September
Wind: −0,2 m/s

### 200 m
| Platz | Athletin          | Land | Zeit (s)      |
| ----- | ----------------- | ---- | ------------- |
| 1     | Renate Stecher    | GDR  | 22,40 WRe/OR  |
| 2     | Raelene Boyle     | AUS  | 22,4500000000 |
| 3     | Irena Szewińska   | POL  | 22,7400000000 |
| 4     | Ellen Stropahl    | GDR  | 22,7500000000 |
| 5     | Annegret Kroniger | FRG  | 22,8900000000 |
| 6     | Christina Heinich | GDR  | 22,8900000000 |
| 7     | Alice Annum       | GHA  | 22,9900000000 |
| 8     | Rosie Allwood     | JAM  | 23,1100000000 |

Finale am 7. September
Wind: +1,1 m/s

### 400 m

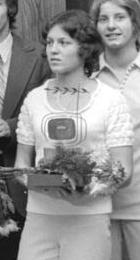
Olympiasiegerin Monika  Zehrt

| Platz | Athletin         | Land | Zeit (s) |
| ----- | ---------------- | ---- | -------- |
| 1     | Monika Zehrt     | GDR  | 51,08 OR |
| 2     | Rita Wilden      | FRG  | 51,21000 |
| 3     | Kathy Hammond    | USA  | 51,64000 |
| 4     | Helga Seidler    | GDR  | 51,86000 |
| 5     | Mable Fergerson  | USA  | 51,96000 |
| 6     | Charlene Rendina | AUS  | 51,99000 |
| 7     | Dagmar Käsling   | GDR  | 52,19000 |
| 8     | Györgyi Balogh   | HUN  | 52,39000 |

Finale am 7. September

### 800 m
| Platz | Athletin            | Land | Zeit (min) |
| ----- | ------------------- | ---- | ---------- |
| 1     | Hildegard Falck     | FRG  | 1:58,55 OR |
| 2     | Nijolė Sabaitė      | URS  | 1:58,65000 |
| 3     | Gunhild Hoffmeister | GDR  | 1:59,19000 |
| 4     | Swetla Slatewa      | BUL  | 1:59,72000 |
| 5     | Vera Nikolić        | YUG  | 1:59,98000 |
| 6     | Ileana Silai        | ROM  | 2:00,04000 |
| 7     | Rosemary Stirling   | GBR  | 2:00,15000 |
| 8     | Abby Hoffman        | CAN  | 2:00,17000 |

Finale am 3. September

### 1500 m
| Platz | Athletin            | Land | Zeit (min) |
| ----- | ------------------- | ---- | ---------- |
| 1     | Ljudmila Bragina    | URS  | 4:01,38 WR |
| 2     | Gunhild Hoffmeister | GDR  | 4:02,83000 |
| 3     | Paola Cacchi        | ITA  | 4:02,85000 |
| 4     | Karin Burneleit     | GDR  | 4:04,11000 |
| 5     | Sheila Carey        | GBR  | 4:04,81000 |
| 6     | Ilja Keizer         | NED  | 4:05,13000 |
| 7     | Tamara Pangelowa    | URS  | 4:06,45000 |
| 8     | Jennifer Orr        | AUS  | 4:12,15000 |

Finale am 9. September

### 100 m Hürden

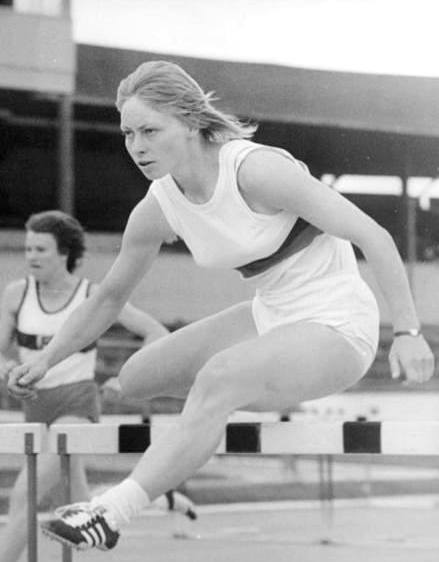
Olympiasiegerin Annelie Ehrhardt

| Platz | Athletin           | Land | Zeit (s)      |
| ----- | ------------------ | ---- | ------------- |
| 1     | Annelie Ehrhardt   | GDR  | 12,59 WRel/OR |
| 2     | Valeria Bufanu     | ROM  | 12,8400000000 |
| 3     | Karin Balzer       | GDR  | 12,9000000000 |
| 4     | Pam Ryan           | AUS  | 12,9800000000 |
| 5     | Teresa Nowak       | POL  | 13,1700000000 |
| 6     | Danuta Straszyńska | POL  | 13,1800000000 |
| 7     | Annerose Krumpholz | GDR  | 13,2700000000 |
| 8     | Grażyna Rabsztyn   | POL  | 13,4400000000 |

Finale am 8. September
Wind: −0,6 m/s

### 4 × 100 m Staffel
| Platz | Land           | Athletinnen                                                                                     | Zeit (s)       |
| ----- | -------------- | ----------------------------------------------------------------------------------------------- | -------------- |
| 1     | BR Deutschland | Christiane Krause Ingrid Mickler-Becker Annegret Richter Heide Rosendahl                        | 42,81 WRe/WRel |
| 2     | DDR            | Evelin Kaufer Christina Heinich Bärbel Struppert Renate Stecher                                 | 42,95          |
| 3     | Kuba           | Marlene Elejarde Carmen Valdés Fulgencia Romay Silvia Chivás                                    | 43,36          |
| 4     | USA            | Martha Watson Mattiline Render Mildrette Netter Iris Davis                                      | 43,39          |
| 5     | Sowjetunion    | Marina Sidorowa Galina Bucharina Ljudmila Scharkowa Nadeschda Besfamilnaja                      | 43,59          |
| 6     | Australien     | Maureen Caird Raelene Boyle Marion Hoffman Penny Gillies (Finale) im Vorlauf außerdem: Pam Ryan | 43,61          |
| 7     | Großbritannien | Andrea Lynch Della Pascoe Judy Vernon Anita Neil                                                | 43,71          |
| 8     | Polen          | Helena Fliśnik Barbara Bakulin Urszula Jóźwik Danuta Jędrejek                                   | 44,20          |

Finale am 10. September

### 4 × 400 m Staffel
| Platz | Land           | Athletinnen                                                                | Zeit (min) |
| ----- | -------------- | -------------------------------------------------------------------------- | ---------- |
| 1     | DDR            | Dagmar Käsling Rita Kühne Helga Seidler Monika Zehrt                       | 3:22,95 WR |
| 2     | USA            | Mable Fergerson Madeline Manning Cheryl Toussaint Kathy Hammond            | 3:25,15000 |
| 3     | BR Deutschland | Anette Rückes Inge Bödding Hildegard Falck Rita Wilden                     | 3:26,51000 |
| 4     | Frankreich     | Martine Duvivier Colette Besson Bernadette Martin Nicole Duclos            | 3:27,52000 |
| 5     | Großbritannien | Verona Bernard Janet Simpson Jannette Roscoe Rosemary Stirling             | 3:28,74000 |
| 6     | Australien     | Allison Ross-Edwards Raelene Boyle Cheryl Peasley Charlene Rendina         | 3:28,84000 |
| 7     | Finnland       | Marika Eklund Pirjo Wilmi Tuula Rautanen Mona-Lisa Strandvall              | 3:29,44000 |
| 8     | Sowjetunion    | Ljubow Runzo Olga Syrowatskaja Natalja Tschistjakowa Nadeschda Kolesnikowa | 3:31,89000 |

Finale am 10. September

### Hochsprung
| Platz | Athletin           | Land | Höhe (m) |
| ----- | ------------------ | ---- | -------- |
| 1     | Ulrike Meyfarth    | FRG  | 1,92 WRe |
| 2     | Jordanka Blagoewa  | BUL  | 1,880000 |
| 3     | Ilona Gusenbauer   | AUT  | 1,880000 |
| 4     | Barbara Inkpen     | GBR  | 1,850000 |
| 5     | Rita Schmidt       | GDR  | 1,850000 |
| 6     | Sara Simeoni       | ITA  | 1,850000 |
| 7     | Rosemarie Witschas | GDR  | 1,850000 |
| 8     | Debbie Brill       | CAN  | 1,820000 |

Finale am 4. September

### Weitsprung
| Platz | Athletin             | Land | Weite (m) |
| ----- | -------------------- | ---- | --------- |
| 1     | Heide Rosendahl      | FRG  | 6,7800    |
| 2     | Diana Jorgowa        | BUL  | 6,7700    |
| 3     | Eva Šuranová         | TCH  | 6,6700    |
| 4     | Marcia Garbey        | CUB  | 6,52 w    |
| 5     | Heidi Schüller       | FRG  | 6,5100    |
| 6     | Meta Antenen         | SUI  | 6,4900    |
| 7     | Viorica Viscopoleanu | ROM  | 6,4800    |
| 8     | Margrit Olfert       | GDR  | 6,4600    |

Finale am 31. August

### Kugelstoßen
| Platz | Athletin              | Land | Weite (m) |
| ----- | --------------------- | ---- | --------- |
| 1     | Nadeschda Tschischowa | URS  | 21,03 WR  |
| 2     | Margitta Gummel       | GDR  | 20,22000  |
| 3     | Iwanka Christowa      | BUL  | 19,35000  |
| 4     | Esfir Dolschenko      | URS  | 19,24000  |
| 5     | Marianne Adam         | GDR  | 18,94000  |
| 6     | Marita Lange          | GDR  | 18,85000  |
| 7     | Helena Fibingerová    | TCH  | 18,81000  |
| 8     | Elena Stojanowa       | BUL  | 18,34000  |

Finale am 7. September

### Diskuswurf

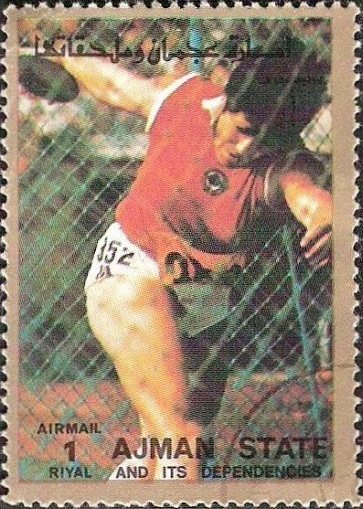
Olympiasiegerin Faina Melnik, abgebildet auf einer Briefmarke

| Platz | Athletin           | Land | Weite (m) |
| ----- | ------------------ | ---- | --------- |
| 1     | Faina Melnik       | URS  | 66,62 OR  |
| 2     | Argentina Menis    | ROM  | 65,06000  |
| 3     | Wassilka Stoewa    | BUL  | 64,34000  |
| 4     | Tamara Danilowa    | URS  | 62,86000  |
| 5     | Liesel Westermann  | FRG  | 62,18000  |
| 6     | Gabriele Hinzmann  | GDR  | 61,72000  |
| 7     | Carmen Ionescu     | ROM  | 60,42000  |
| 8     | Ljudmila Murawjowa | URS  | 59,00000  |

Finale am 10. September

### Speerwurf
| Platz | Athletin           | Land | Weite (m) |
| ----- | ------------------ | ---- | --------- |
| 1     | Ruth Fuchs         | GDR  | 63,88 OR  |
| 2     | Jacqueline Todten  | GDR  | 62,54000  |
| 3     | Kate Schmidt       | USA  | 59,94000  |
| 4     | Ljutwijan Mollowa  | BUL  | 59,36000  |
| 5     | Nataša Urbančič    | YUG  | 59,06000  |
| 6     | Eva Janko          | AUT  | 58,56000  |
| 7     | Ewa Gryziecka      | POL  | 57,00000  |
| 8     | Swetlana Koroljowa | URS  | 56,36000  |

Finale am 1. September

### Fünfkampf
| Platz | Athletin              | Land | P – offiz. Wert. | P – 80er Wert. |
| ----- | --------------------- | ---- | ---------------- | -------------- |
| 1     | Mary Peters           | GBR  | 4801 WR          | 4841           |
| 2     | Heide Rosendahl       | FRG  | 4791000          | 4852           |
| 3     | Burglinde Pollak      | GDR  | 4768000          | 4807           |
| 4     | Christine Bodner      | GDR  | 4671000          | 4699           |
| 5     | Walentina Tichomirowa | URS  | 4597000          | 4604           |
| 6     | Nedjalka Angelowa     | BUL  | 4496000          | 4497           |
| 7     | Karen Mack            | FRG  | 4449000          | 4441           |
| 8     | Ilona Bruzsenyák      | HUN  | 4419000          | 4403           |

2. und 3. September
Gewertet wurde nach der neu eingeführten Punktetabelle von 1971, die notwendig geworden war, um den veränderten Leistungsstandards der einzelnen Disziplinen gerecht zu werden. Außerdem war der bis dahin im Fünfkampf enthaltene 80-Meter-Hürdenlauf durch den 100-Meter-Hürdenlauf ersetzt worden. Deshalb sind die hier erreichten Punktzahlen nicht vergleichbar mit den Werten früherer Ergebnisse nach altem Wertungssystem.
Zur besseren Einordnung der Leistung sind neben den offiziellen Punkten nach der Tabelle von 1971 die nach dem heutigen im Siebenkampf gültigen Wertungssystem von 1981 umgerechneten Punktzahlen mit angegeben. Nach dieser Tabelle hätte es in der Reihenfolge der ersten Acht nur eine Veränderung gegeben: Die erst- und zweitplatzierten Athletinnen hätten ihre Medaillen getauscht. Aber diese Vergleiche sind nur Anhaltswerte, denn als Grundlage müssen die jeweils unterschiedlichen Maßstäbe der Zeit gelten.

## Videolinks
- Olympische Sommerspiele 1972 München Die heiteren Spiele, die tragischen Spiele, youtube.com, abgerufen am 6. Oktober 2021
- Deutschlandspiegel 217/1972, filmothek.bundesarchiv.de, Bereich 6:49 min – 14:25 min, abgerufen am 14. November 2017
- Der Goldene Sonntag der deutschen Leichtathletik am 3. September 1972 bei der Olympiade in München, youtube.com, abgerufen am 6. Oktober 2021